# マラウイ湖
座標: 南緯12度11分0秒 東経34度22分0秒 / 南緯12.18333度 東経34.36667度
マラウイ湖（マラウイこ、Lake Malawi）は、アフリカ東南部にある湖で、アフリカ東部を縦断する大地溝帯（グレート・リフト・バレー）の南端部に位置する。タンザニアとモザンビークではニアサ湖（ニヤサ湖 / Nyasa、Nyassa、Niassa）と呼ばれる。面積はアフリカで3番目、世界で9番目の広さである。深さはアフリカで2番目に深い。

## 概要
湖は長さ560 km、幅は最大で75 kmに達し、面積は鹿児島県と沖縄県を除いた九州に匹敵する29,600 km2である。モザンビーク、マラウイ、タンザニアの国境をなす。湖からはシーレ川（Shire）が流れザンベジ川に注いでいる。湖に注ぐ川のうち最大のものはルフフ川（Ruhuhu）である。
マラウイという名は、マラウイの公用語・チェワ語で「光、炎」などを意味する言葉で、マラウイの独立後に国名として採用された。タンザニアとモザンビークではニアサ湖と呼ばれ、ニアサとはヤオ族の言葉で「湖」を意味する。後述する湖の領有権とからんで湖の呼称をめぐる論争もある。
湖の表面積の0.3%にあたる南端部がマラウイ湖国立公園に指定されており、この部分はユネスコの世界遺産にも登録されている。また、モザンビーク国内のマラウイ湖沿岸帯は2011年にラムサール条約登録地となった。

## 国境線
湖の大部分は、湖の西側一帯を占めるマラウイに属するが、マラウィと東のタンザニアとの間では湖上の境界線（国境線）について論争がある。タンザニアは1914年以前にドイツとイギリスが湖上に引いた植民地の境界線と同様の線を国境と主張しているが、マラウイはタンザニア側の湖岸に接する水面も含め、湖のすべてを自国領と主張している。これは第一次世界大戦でドイツが敗戦し、1919年以降ドイツ領東アフリカ（現タンザニア）がイギリス領タンガニーカとなった結果、両岸がイギリス領となり湖を分割支配する意味がなくなり、実務的な理由からイギリスが湖全体をイギリス領ニアサランド（現マラウイ）の管理下においたことから来ている。
この国境争いは、マラウイの大統領ヘイスティングズ・カムズ・バンダがアパルトヘイト政策を進める南アフリカ政府と国交を持つなどの路線をとったことから、マラウイと周辺国との政治紛争へ発展し、かつて武力衝突となったこともあった。しかし、さしあたり紛争は中断されており、マラウイは湖のタンザニア沿岸部分に対する主張を長年差し控えている。湖の東南の四分の一はモザンビークの領域だが、リコマ島（Likoma）とチズムル島（Chizumulu）はモザンビーク水域にありながらマラウイ領となっている。

## ヨーロッパ人の探検

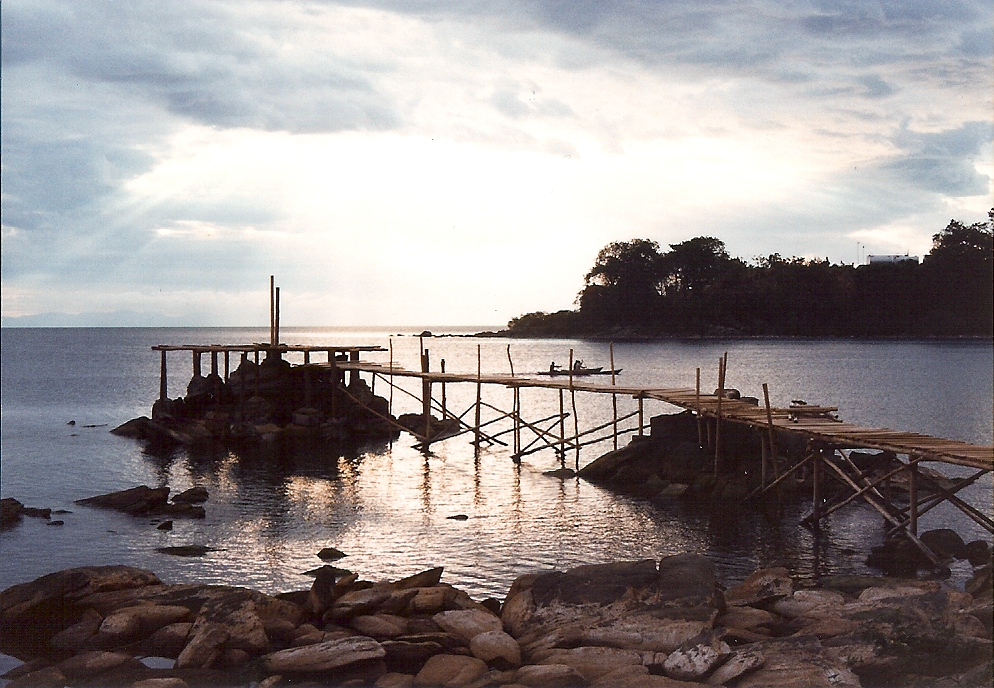
湖の北部、マラウイの町ンカタ・ベイ

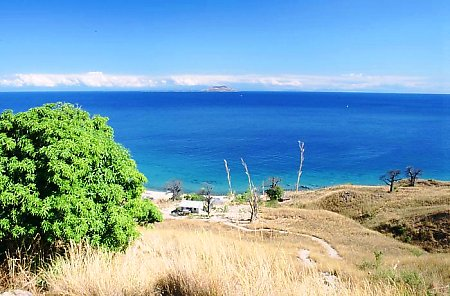
湖の東部、マラウイ領リコマ島

最初にマラウイ湖（ニアサ湖）に到達したヨーロッパ人は1859年にこの地一帯を探検したスコットランド人の探検家・宣教師デイヴィッド・リヴィングストンであり、ヤオ人の呼び名にちなんでニアサ湖（Lake Nyasa）と名付けた。結果として、ニアサ湖を囲む一帯はイギリスが領有を主張し、ニアサランド植民地が成立した。モザンビークを支配するポルトガルが湖の東岸を植民地化していたが、その沖にあるリコマ島とチズムル島は対岸のニアサランドから来たスコットランド人宣教師が植民地化し、ニアサランドに編入された。その結果、これらの島は今日、モザンビークの水域内のマラウイ飛び地領となっている。
1914年、第一次世界大戦の始まりと共にアフリカ戦線で戦闘が起こり、マラウイ湖は水上戦の舞台となった。開戦の報を手にしたイギリス艦は、ドイツ領東アフリカ領内の水面でドイツ艦を攻撃し沈めている。

## 湖上の島と湖上交通
リコマ島とチズムル島の二つがマラウイ湖の有人島である。島はマラウイ領だが、モザンビーク側の湖岸からの方が近い。リコマ島には20世紀初頭に宣教師が建てた英国国教会の石造りの大聖堂がそびえている。どちらの島も、バオバブの木の多さが特徴である。島には数千人の住民がいるが、キャッサバ、バナナ、マンゴーの栽培や湖での漁で生計を立てている。
湖岸にある大きな集落に沿った船便が出ているほか、マラウイ側の港とリコマ島・チズムル島を結ぶ蒸気船があるなど、湖上交通は活発である。蒸気船ではイララ（Ilala）号が有名だが、近年ではしばしば欠航する。運行する時は湖の南端にあるモンキー・ベイと北のカロンガを結び、場合によってはタンザニアのイリンガ州に寄航する。
リコマ島・チズムル島と本土のカタベイ（Nkhata Bay）の町の間の船便は週にだいたい2便であり、5時間ほどの湖横断の旅である。どちらの島も旅客用の船は持たず、客船は島の沖に停泊し旅客は小舟で島に渡る。
両島間、および両島とモザンビーク側の町であるコブエ（Cobue）との間には小さな船による非公式な船便もある。

## 自然

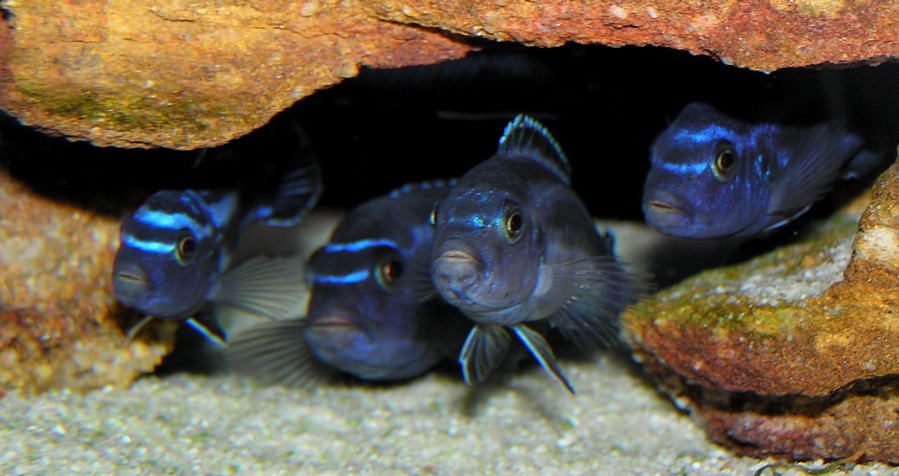
ムブナ、en

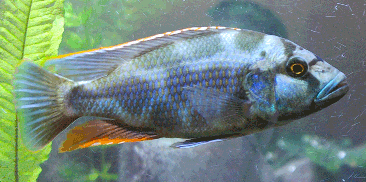
en

### 魚類
マラウイ湖は魚が豊富で、伝統的にマラウイの国民の食料源となってきた。もっとも有名な魚はチャンボ（Chambo）で、シクリッド（カワスズメ）科の4種類の魚の総称である。またカンパンゴ（Kampango）という大型のナマズも有名である。
マラウイ湖は特にシクリッド科に属する魚（アフリカン・シクリッド、特にムブナやティラピアなど）が豊富なことで知られ、多くの固有種を含む800種以上のシクリッドが生息している。これは同じ大地溝帯にあるタンガニーカ湖やヴィクトリア湖のそれを上る種数である。マラウイ湖のシクリッドは大きく二つのグループ、ハプロクロミス亜科（Haplochrominae）とティラピア亜科（Tilapiinae）とに分かれる。ハプロクロミス亜科はさらに二群に分けられ、一つは広い水面におり湖底の砂に住んでいる種群で、普通オスは明るい色で、メスは銀色に不規則な黒い縞模様などが入っている。もう一つは地元でも世界的にも有名なムブナ（mbuna、「岩にすむ魚」）と呼ばれるグループで、比較的体は小さく、藻類など植物を食べ、オスもメスも非常に色鮮やかな種群で、多くの種は同種二形態である。このグループは観賞用ともなっている。ティラピアの仲間には、レッドブレストティラピア（Tilapia rendalli）という培養地の上に卵を産む唯一のシクリッド科の魚を含むほか、チャンボ（Nyasalapia）の4種も含まれる。これらは食用のほか熱帯魚としてペット用にも取引される。メイランディア（Maylandia）やラビドクロミス（Labidochromis）はシクリッドの中でも世界的に熱帯魚の愛好家の間では人気が高い。シクリッド科の魚は観賞用としても売られ、マラウイの重要な輸出品目であるが、野生の生息数は乱獲や水質汚染で急速に減少している。

### 貝類
マラウイ湖には外来種も含め30種ほどの巻貝類が知られており、そのうちカワニナ類やタニシモドキ類、ヒラマキガイ類などの10数種が固有種である。しかし、古い歴史があり魚類の多様性も著しいにもかかわらず貝類の固有度は低く、タンガニーカ湖のような特異な種分化は見られない。その理由として、貝食性の魚が豊富なためと言われたこともあるが、他の古代湖にも貝食性の魚はおり、本当の理由はよくわかっていない。
湖に住むヒラマキガイ類の中には寄生虫を持っており住血吸虫症（Schistosomiasis）を起こすものもいる。特に問題となるのは、ヒトを含む哺乳類に寄生するマンソン住血吸虫（Schistosoma mansoni）や、ヒトに特異的に寄生するビルハルツ住血吸虫（Schistosoma haematobium）などで、マンソン住血吸虫は Biomphalaria 属の貝（Biomphalaria pfeifferi や Biomphalaria angulosa などで小さいアンモナイトの様な形）に、ビルハルツ住血吸虫は Bulinus 属の貝（Bulinus globosus や Bulinus nyassanus などで一見サカマキガイに似た形）に寄生する。これら中間宿主となるヒラマキガイ科の貝類は湖岸近くの浅瀬や波打ち際などに多く生息しており、貝類の内部で育った吸虫のセルカリアが水中に泳ぎ出て、水に入ったヒトなどの皮膚から侵入してさまざまな症状を惹き起こす。
住血吸虫症の存在は、この地域への観光客の減少を恐れるマラウイ政府が長年必死に否定していたが、マラウイの独裁者ヘイスティングズ・カムズ・バンダの死後、住血吸虫症の危険が湖周辺に存在することは広く知らされるようになった。また貝類を食べるシクリッド科の魚が乱獲されているため、この病気のあまりなかった場所が非常に危険な場所になってしまう結果となっている。マラウィ湖の南東部周辺では水浴びなどは危険であるが、アフリカ（特に南部）の淡水域には上記の住血吸虫やその仲間が広く分布しており、無防備に淡水に入ることにリスクが伴うのはマラウィ湖に限ることではない。

### その他
爬虫類・鳥類など湖に住む野生の生き物には、ワニの仲間や、魚を食べるサンショクウミワシなどがいる。また、湖面上の無数の蚊からなる蚊柱の高さは数十メートルに及ぶこともある。湖の周辺はミオンボ森林のエコリージョンに属し、ヒョウ、セーブルアンテロープ、ゾウなどの哺乳類が生息している。

## 水質
マラウイ湖の水は、PH 7.7 - 8.6 のアルカリ性で、炭酸塩硬度は107 - 142 mg L-1、また210-285 µS cm-1の伝導度水である。湖水は一般的に暖かく、表層の水温は24 - 27℃、深い部分では23℃になる。